# Salvatore Commesso
Salvatore Commesso (Torre del Greco, Ciudad metropolitana de Nápoles, 28 de marzo de 1975) es un ciclista italiano.

## Biografía
Dio el salto a profesionales en 1998 con el equipo Saeco, año en el que brillantemente se ubicó en el tercer lugar en el Gran Premio de Suiza y el Tour de Ciudad del Cabo en Sudáfrica. En 1999, se convirtió en campeón de Italia en ruta y ganó la decimotercera etapa del Tour de Francia. En 2000, ganó la decimoctava etapa.
En 2001, gracias a sus victorias en dos etapas (la tercera y novena) en la Vuelta a Portugal, ganó con garbo la clasificación de los puntos. En 2001, se convirtió en campeón de Italia por segunda vez, ganó el Trofeo Matteotti y el criterio de Abruzzo. Después de grandes éxitos en unos años, y a pesar de quedar decimotercero en el Tour de Flandes en 2003 y conseguir una medalla de bronce en los campeonatos de Italia, Commesso no pudo reanudar con éxito. En 2005, tras la fusión del Saeco y Lampre, se convirtió en miembro de la Lampre-Caffitta y consiguió el segundo lugar del Tour de Venecia, el cuarto lugar en el Grand Prix de la Ville de Camaiore y el cuarto lugar de la Copa Agostoni. En 2006, bajo los colores del equipo Lampre-Fondital, que estuvo a punto de conseguir una nueva victoria en el Tour de Francia, en la decimocuarta etapa con final en Gap quedó por detrás del ciclista francés Pierrick Fédrigo. En 2007, se incorporó al equipo profesional continental Tinkoff Credit Systems. En 2008, bajo los colores del equipo continental profesional Preti mangimi comenzó su décima temporada como ciclista profesional.

## Palmarés
| 1996 - Giro del Mendrisiotto 1998 - 1 etapa del Giro del Capo 1999 - Campeonato de Italia en Ruta - 1 etapa del Tour de Francia - Gran Premio Nobili Rubinetterie 2000 - 1 etapa del Tour de Francia 2001 - 2 etapas de la Vuelta a Portugal | 2002 - Campeonato de Italia en Ruta - Trofeo Matteotti - Circuito di Calcinate 2003 - 3.º en el Campeonato de Italia en Ruta 2008 - 1 etapa del Tour de Luxemburgo |

## Resultados en Grandes Vueltas
| Carrera | Carrera         | 1998 | 1999 | 2000 | 2001  | 2002 | 2003 | 2004  | 2005  | 2006 | 2007 | 2008 | 2009 | 2010 |
| ------- | --------------- | ---- | ---- | ---- | ----- | ---- | ---- | ----- | ----- | ---- | ---- | ---- | ---- | ---- |
|         | Giro de Italia  | —    | —    | —    | —     | —    | —    | —     | —     | —    | 55.º | —    | —    | —    |
|         | Tour de Francia | —    | 38.º | 72.º | —     | —    | 81.º | 124.º | 101.º | 56.º | —    | —    | —    | —    |
|         | Vuelta a España | 53.º | 68.º | —    | 135.º | —    | —    | —     | —     | —    | —    | —    | —    | —    |

—: no participa

Ab.: abandono

## Equipos
- Saeco (1998-2004)
  - Saeco Macchine da Caffè-Cannondale (1998)
  - Saeco-Cannondale (1999)
  - Saeco (2000-2001)
  - Saeco-Longoni Sport (2002)
  - Saeco (2003-2004)
- Lampre (2005-2006)
  - Lampre-Caffita (2005)
  - Lampre-Fondital (2006)
- Tinkoff (2007)
- Preti Mangimi (2008)
- Meridiana Kamen (2009-2010)
  - Meridiana-Kalev Chocolate Team (2009)
  - Team Meridiana-Kamen (2010)